# Ośrodek Zapasowy Krakowskiej Brygady Kawalerii
Ośrodek Zapasowy Krakowskiej Brygady Kawalerii (OZ Krakowskiej BK)  – oddział kawalerii Wojska Polskiego.
Ośrodek Zapasowy Krakowskiej Brygady Kawalerii w Dębicy nie istniał w organizacji pokojowej Wojska Polskiego. Był Jednostką mobilizowaną zgodnie z planem mobilizacyjnym „W”, w I rzucie mobilizacji powszechnej przez 5 pułk strzelców konnych. W niektórych publikacjach używano też nazwy Ośrodek Zapasowy Kawalerii „Dębica”.

## Formowanie i przekształcenia organizacyjne
Mobilizację Ośrodka Zapasowego Krakowskiej Brygady Kawalerii rozpoczęto z chwilą ogłoszenia mobilizacji powszechnej 31 sierpnia 1939 w koszarach 5 pułku strzelców konnych w Dębicy.                
Ośrodek miał być formowany według organizacji wojennej L.3027/mob.org., ukompletowany zgodnie z zestawieniem specjalności L.3027/mob.AR oraz uzbrojony i wyposażony zgodnie z wojennymi należnościami materiałowymi L.3027/mob.mat.. W skład ośrodka miały wejść Oddziały Zbierania Nadwyżek 5 pułku strzelców konnych, 3 pułku ułanów, 8 pułku ułanów. Zmobilizowane w swoich macierzystych garnizonach po wyjeździe pułków Krakowskiej Brygady Kawalerii w rejon przygraniczny do składu Armii „Kraków”. Ośrodek miał za zadanie uzupełniać składy osobowe 3 puł., 8 puł., 5 psk, oraz wszystkich pododdziałów kawalerii ze składu Krakowskiej BK: 5 szwadronu kolarzy, 5 szwadronu łączności i 5 szwadronu pionierów. Dodatkowo miał zadanie formować uzupełnienia dla szwadronów kawalerii dywizyjnej nr 6, 21 i 23. Od chwili wejścia w życie mobilizacji powszechnej 31 sierpnia 1939, do siedziby ośrodka w koszarach 5 psk w Dębicy przybywali mający karty mobilizacyjne oficerowie, podchorążowie, podoficerowie i szeregowi rezerwy. Ponadto dowództwo Ośrodka formowano o kadry i Oddział Zbierania Nadwyżek 5 psk w Dębicy. Do mobilizowanego ośrodka sukcesywnie docierały Oddziały Zbierania Nadwyżek 3 puł. z Tarnowskich Gór i Pszczyny i 8 puł. z Krakowa. Planowany skład ośrodka:                
- dowództwo,
- szwadron gospodarczy,
- 4 szwadrony liniowe,
- szwadron km,
- pluton pionierów,
- pluton łączności,
- pluton kolarzy[1].

Dowództwo Ośrodka objął mjr Jan Sroczyński, zastępca został mjr Tadeusz Plackowski. Do 5 września sformowano większość przewidzianych planem pododdziałów.

## Działania bojowe
5 września mjr Sroczyński na rozkaz gen. bryg. Jana Chmurowicza wysłał do obrony mostu w Nowym Korczynie szwadron pieszo-konny por. rez. Kazimierza Rouperta z OZ Krakowskiej BK. 6 września realizując rozkaz obrony przepraw na Wiśle dowódca Ośrodka wymaszerował, wraz ze sformowanymi szwadronami marszowymi pułków Krakowskiej BK i utworzonymi szwadronami bojowymi z zasobów OZ Krakowskiej BK z Dębicy, zajął obronę na linii Wisły broniąc przepraw od Szczucina, poprzez Nowy Korczyn do Baranowa. Podporządkowano mu szwadron marszowy 20 pułk ułanów broniącego przeprawy w Szczucinie. Podległe mjr Janowi Sroczyńskiemu pododdziały w okresie od 8 do 10 września weszły w skład Krakowskiej BK, która przeprawiła się na wschodni brzeg Wisły w Nowym Korczynie. Część uzupełniła szeregi 3 puł. i 5 psk, natomiast szwadrony 8 puł., 5 psk, pluton pionierów i szwadron marszowy 20 puł. weszły w skład utworzonego dywizjonu marszowego Krakowskiej BK i dzieliły jej dalszy szlak bojowy. 7 września pozostałość Ośrodka Zapasowego Krakowskiej BK pod dowództwem mjr. Tadeusza Plackowskiego i zastępcy dowódcy rtm. Aleksandra Jodkiewicza w ilości ok. 600 żołnierzy wymaszerował do Brodów. Po wkroczeniu wojsk sowieckich ośrodek rozpoczął przemieszczanie się w kierunku południowym, dotarł do Złoczowa i Uhrynowa.

## Obsada personalna
Dowództwo OZ Krakowskiej BK
- dowódca - mjr Jan Sroczyński (do 7 IX 1939)
- zastępca - mjr Tadeusz Plackowski (od 7 IX 1939 dowódca OZ)
- adiutant ośrodka - ppor. Wilhelm Romer
- dowódca dywizjonu marszowego Krakowskiej BK mjr Jan Sroczyński
  - dowódca szwadronu marszowego 3 puł. - por. Jan Kamiński (od 10 IX 1939 w 3 puł. jako 3 szwadron pułku)
  - dowódca szwadronu marszowego 8 puł. - por. rez. Zygmunt Wielopolski
  - dowódca szwadronu marszowego 20 puł. - por. rez. Władysław Malanowski
  - dowódca szwadronu OZ 5 psk - por. rez. Zygmunt Śmiałowski

- dowódca dywizjonu marszowego pieszego OZ rtm. Henryk Mańkowski
  - dowódca szwadronu OZ 3 puł. - rtm. Witold Ertman
  - dowódca szwadronu OZ - por. Kazimierz Morway